# Michael Angold
Michael Angold (* 1940) ist ein britischer Byzantinist.

## Leben
Michael Angold studierte an der University of Oxford, wo er den B.A. und den D.Phil. erwarb. Von 1970 an arbeitete er an der University of Edinburgh, von 1996 bis zu seiner Emeritierung 2005 als Professor of Byzantine history. Seither ist er Professor emeritus. Er war Mitglied des britischen Komitees der Association Internationale des Études Byzantines und Fellow der Royal Historical Society. Er war auch Mitarbeiter für den englischsprachigen Teil der Bibliographie der Byzantinischen Zeitschrift.
Er arbeitet hauptsächlich zur Geschichte des Byzantinischen Reichs, insbesondere zur Geschichte der Komnenen und der Orthodoxen Kirche im byzantinischen Reich.

## Schriften (Auswahl)
Monographien
- The Administration of the Nicaean Empire (1204–1261). D.Phil. thesis, University of Oxford, 1967.
- A Byzantine Government in Exile: Government and Society under the Laskarids of Nicaea, 1204–1261. Oxford University Press, London 1975.
- Church and Society in Byzantium under the Comneni, 1081–1261. Cambridge University Press, Cambridge 1995.
- The Byzantine Empire, 1025–1204: a Political History. (Longman, London 1984; 2. Auflage, Longman, New York 1997).
- Byzantium: the Bridge from Antiquity to the Middle Ages. Weidenfeld & Nicolson, London 2001; Phoenix, London 2002.
- The Fourth Crusade: Event and Context. Longman, Harlow 2003.
- The Fall of Constantinople to the Ottomans. Pearson, 2012.
  - Griechische Übersetzung: Η Άλωση της Κωνσταντινούπολης από τους Οθωμανούς. Κριτική, Athen 2013.

Herausgeberschaften
- The Byzantine aristocracy, IX to XIII centuries (= BAR International Series 221). BAR, Oxford 1984.
- Eastern Christianity. Cambridge University Press, Cambridge 2006.